# 9001 Slettebak
A 9001 Slettebak (ideiglenes jelöléssel 1981 QE2) a Naprendszer kisbolygóövében található aszteroida. Edward L. G. Bowell fedezte fel 1981. augusztus 30-án.